# جناد (جبلة)

تعديل مصدري - تعديل

جناد محلة تابعة لقرية المعبري، التابعة لعزلة وراف بمديرية جبلة إحدى مديريات محافظة إب في الجمهورية اليمنية، بلغ تعداد سكانها 36 حسب تعداد اليمن لعام 2004.